# Cladara atroliturata
Cladara atroliturata là một loài bướm đêm trong họ Geometridae.